# Хаджи Христо Рачков
Хаджи Христо Рачков е виден търговец, роден в Габрово от края на XVIII и началото на XIX век. Част от живота му преминава в града, а втората половина, след 1790 г., в Търново. Занимава се с внос-износ на селскостопански изделия, коприна и др. за Сливенския и Узунджоновския панаир. Търгува и с Москва, Цариград и Букурещ с посредничество на установили се там габровци. Организира широкомащабно домашно производство на коприна. Лихвар и сараф (обмяна на валута).
Бил е посветен в делата на гръцката революционна организация Филики Етерия, имала своите привърженици и в България. Когато патриарх Григорий V Константинополски бива обесен и османските власти предприемат наказателни мерки в много български селища, хаджи Христо се отравя в хана си в Търново, за да спаси имуществото си от конфискация. Според османското законодателство имуществото не екзекутираните политически престъпници подлежало на изземване.
Умира в Търново през април 1821 г. и е погребан в Търново.

## Щедър дарител
През 1803 г. прави свое завещание в Търново, с което разпределя своето богатство между семейството, роднините и нуждаещите се:
- Дарява средства за Дряновския манастир – 5000, за храма „Света Петка“ – 25 000 гроша.
- Оставя 1000 гроша „за сиромаси като дойде Коледа и Великден, да им се купят по 50 – 60 чифта чехли дребни и едри“.
- Дарява 2000 гроша за „сирачета момичета да се изженят“
- 5000 гроша да се дарят на едно школо за момчета да четат